# Leopold Grabner zu Rosenburg
Leopold Grabner zu Rosenburg, Pottenbrunn und Siebenbrunn (* wohl 1528 auf Schloss Rosenburg; † 1583 ebenda), auch Leopold Grabner (zu Rosenburg), zeitlebens Leopold Grabner zu Rosenberg, war ein Adeliger und Ständepolitiker des Erzherzogtums Österreich unter der Enns. Während der Reformation war Grabner einer der führenden Protestanten des Landes, Deputierter der Stände und Hofkammerrat. Unter ihm wurde das grabnersche Schloss Rosenburg zu einem Zentrum der Österreichischen Reformationsgeschichte. Die Grabner zählten im Laufe des 16. und beginnenden 17. Jahrhunderts zu den reichsten und angesehensten Familien Österreichs. Leopold Grabner war Herr von  Rosenburg, Pottenbrunn, Siebenbrunn, Judenau, Schlickendorf in Niederösterreich sowie von Joslowitz in Mähren.

## Familie
Leopold Grabner war der Sohn von Sebastian I. Grabner zu Rosenburg aus der Zweiten Niederösterreichischen Linie der Grabner zu Rosenburg der weitverzweigten Herren von Graben und der Sophia Ennenkel, Schwester des Achatz II. von Ennenkel. Die unter anderem mit den Herrschaften Rosenburg, Zagging und Pottenbrunn ausgestattete Familie Grabner kam im Laufe des 16. Jahrhunderts aufgrund ihrer aktiven Förderung des Protestantismus in Opposition zu den Habsburgern.
Leopold Grabner ehelichte zuerst 1550 zu Horn Barbara von Seeberg und hernach Freiin Ehrentraud von Königsberg, aus welchen beiden Ehen sechs Söhne und fünf Töchter entstammten:
- Sebastian II. Grabner zu Rosenburg († 1610)
- Jakob Grabner zu Rosenburg
- Friedrich Grabner zu Rosenburg
- Christoph Grabner zu Rosenburg
- Hanns Georg Grabner zu Rosenburg
- Wilhelm Grabner zu Rosenburg
- Sophia Grabner zu Rosenburg, ehelichte 1569 Achaz Freiherr von Landau zu Hauss und Rappottenstein (6. September 1545 - 17. Januar 1602), abstammend aus dem Haus Württemberg;[8][9][10] Sohn von Georg von Landau und Margareta von Losenstein; dieser war kaiserlicher Rat und niederösterreichischer Landrechtsbeisitzer; in zweiter Ehe mit Clara von Rogendorf
- Esther Grabner zu Rosenburg, heiratete 1576 Johann Kasper Hauser von Karlstein und hernach Leopold Innprucker
- Maria Grabner zu Rosenburg, ehelichte Freiherr Melchior von Hohberg (Hochberg) zu Gutmannsdorf und Ottenschlag (die Hochberger der schlesischen Linie wurden im 19. Jahrhundert Inhaber des Fürstentum Pleß)
- Katharina Grabner zu Rosenburg, früh verstorben
- Johanna Grabner zu Rosenburg, früh verstorben

## Wirken
1535, nach des Vaters Tod, trat sein älterer Halbbruder Georg Grabner zu Rosenburg und Zagging testamentarisch für seine noch minderjährigen Halbbrüder Josaphat Grabner zu Rosenburg und Leopold auf und bestellte einen Pfleger für die Herrschaft Rosenburg. Der Rosenburg zugehörig waren die Ämter Siebenbrunn, Röhrenbrunn, Stinkenbrunn, Seebarn, Weizendorf, Eggendorf und Pfaffstetten. Das Amt Aggsbach hatte Leopold zur Hälfte inne, während die zweite Hälfte in Besitz seines älteren Halbbruders Christoph Grabner zu Rosenburg zu Waasen stand. Das Amt Inzersdorf ob der Traisen war kurzzeitig an das Kloster Klein-Mariazell verpfändet. Die Herrschaft Pottenbrunn erhielten Leopolds ältere Halbbrüder Georg und Josaphat zu gemeinsamen Teilen. 1562, nach dem Ableben seines Halbbruders Georg, dessen einziger Sohn Wilhelm früh verstorben war und der ansonsten die Tochter Elisabeth hinterließ, erbte Leopold dessen Hälfte an Pottenbrunn, wobei die zweite Hälfte im Besitz von Josaphat stand. Im selben Jahr erhielt er auch die Lehensgüter der Grafen von Hardegg, mit denen vorhin gleichwohl sein Bruder Georg belehnt war. Mit der Urkunde vom 7. Mai zu Höflein in Niederösterreich belehnt Graf Bernhard Prüschenk von Hardegg den Ritter Leopold Grabner zu Rosenberg mit den von Georg hinterlassenen Hardeggschen Lehensgütern, Gülten und Zehenten zu Zellerndorf, Diendorf und Egelsee, dem sogenannten Forsthof und zwei Hofstätten an der Pielach in der Grafendorfer Pfarre und einem Hofe zu Prutzendorf, genannt der Hinterhof. Als Josaphat 1564 als kaiserlicher Fähnrich in Ungarn verstarb, vermachte er Leopold dessen Hälfte an Pottenbrunn mitsamt den zugehörigen Ämtern Ratzersforf, Diendorf, Dietersberg, Siebenhirten und Gemeinlebarn, womit Leopold zum alleinigen Herrschaftsinhaber wurde.

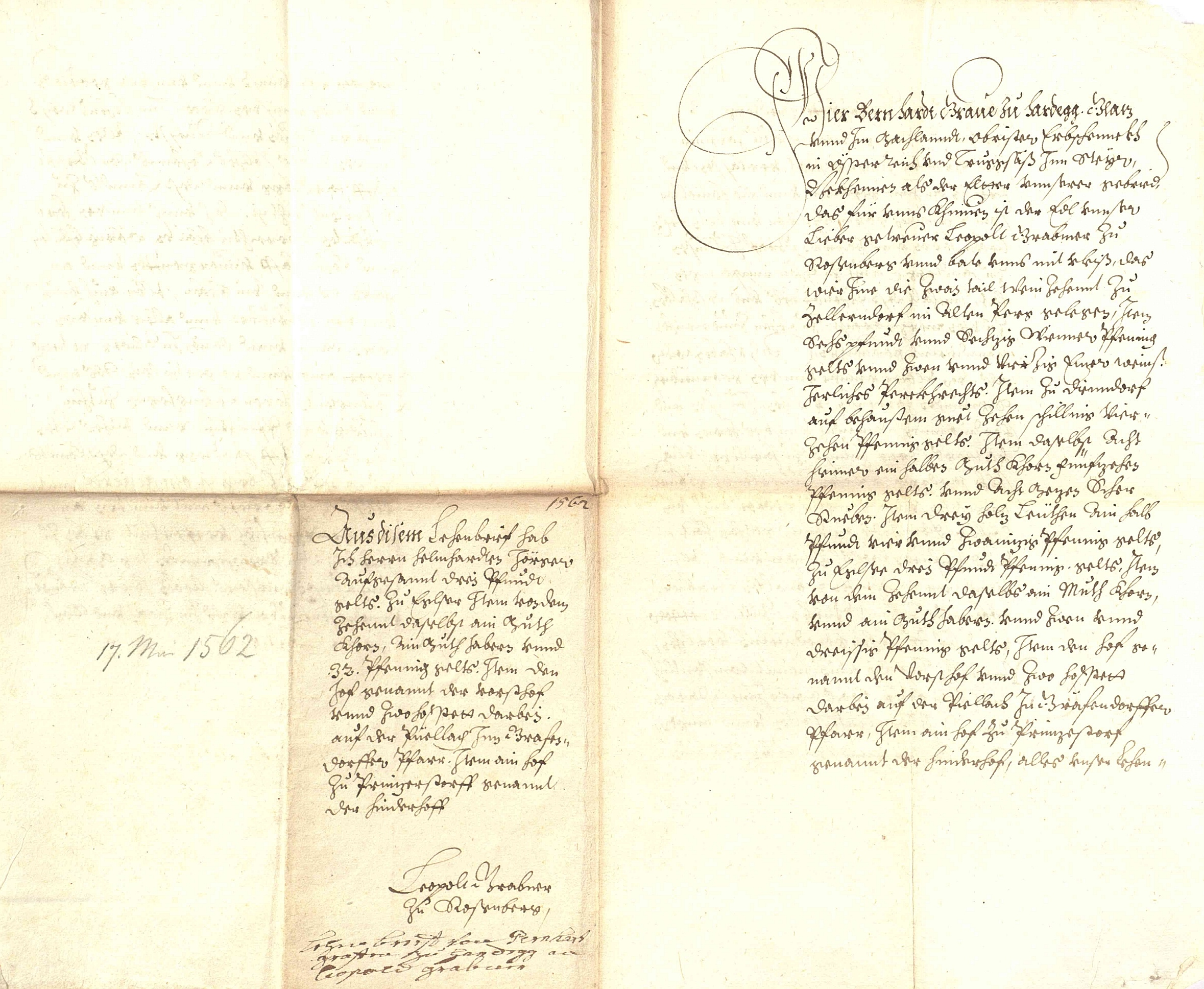
17. Mai 1562, Höflein (Niederösterreich): Graf Bernhard Prüschenk von Hardegg belehnt Ritter Leopold Grabner zu Rosenberg mit den von seinem Bruder Georg Grabner zu Rosenburg und Zagging hinterlassenen Hardeggschen Lehensgütern, Gülten und Zehenten zu Zellerndorf, Diendorf und Egelsee, dem sogenannten Forsthof und 2 Hofstätten an der Pielach in der Grafendorfer Pfarre und einem Hofe zu Prutzendorf, genannt der Hinterhof
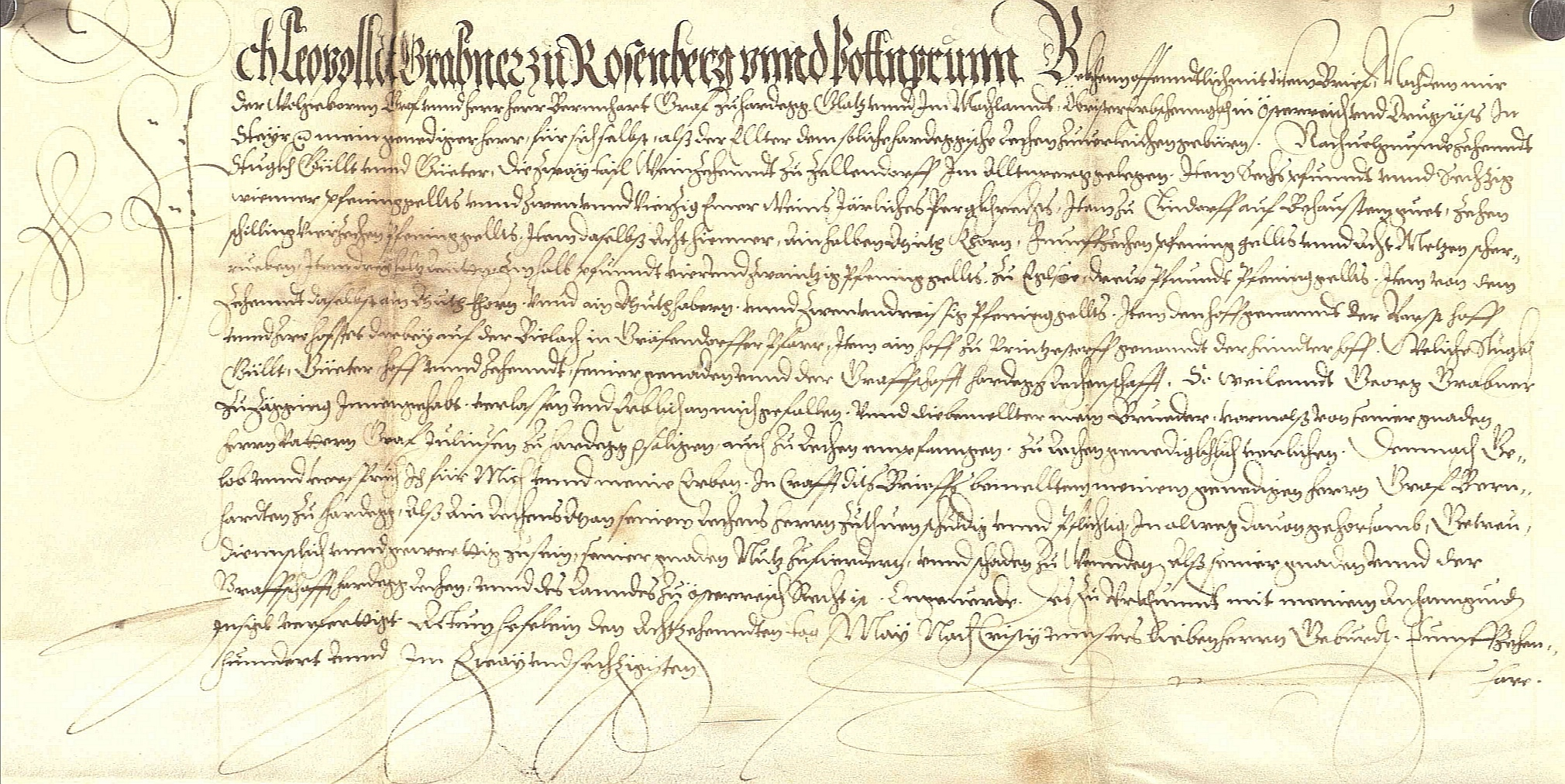
18. Mai 1562, Höflein, Niederösterreich: Revers des Leopold Grabner zu Rosenberg und Pottenbrunn über die ihm von Graf Bernhard Prüschenk von Hardegg verliehenen Zehente und Gülten

Leopolds Vater Sebastian und sein Bruder Georg waren dem Protestantismus zugetan, aber erst Leopold selbst deklarierte sich offen zur neuen Religion, wurde zu einem der eifrigsten Verbreiter der Lehre Martin Luthers und machte die Rosenburg zu einem bedeutenden Zentrum des Protestantismus. Er galt im Bereich des Waldviertels neben den Gebrüdern Veit Albrecht und Veit Dietrich von Puchheim sowie Johann Georg III. von Kuefstein zu den mächtigsten Förderern und Verbreitern des neuen Glaubens. 1555 holte Grabner als Prediger Christoph Reuter aus Bruck in der Pfalz als Haus- und Schlossprediger. Dies geschah, noch bevor Kaiser Ferdinand I. seinem Adel die freie Religionsausübung gestattete. Auf der Rosenburg verfasste er im Auftrag der Grabners sowie der Gebrüder Achatz II. und Leonhard von Ennenckel die „Bekenntnisschrift und Rechenschaft der Lehre, Glaubens und Predigten Christoph Reuters“, mit einer Vorrede der drei Herren. Neben Reuter sind auch andere Prädikanten in Diensten der Grabner gewesen; Gabriel Dürnbacher erwähnt 1569 zum ersten Mal die Namensform Rosenburg, anstatt vormals Rosenberg. 1566 wurde Grabner von Wolfgang Waldner in dessen „Bericht über verfolgte Christen“ besonders löblich erwähnt. 1567 widmete der deutsche Prediger Joachim Brandenburgicus sein Glaubensbekenntnis den kaiserliche Kommissaren des Erzherzogtums Österreich, Rüdiger von Starhemberg, Veit Albrecht von Puchheim, (Wolf) Christoph von Enzersdorf und Leopold Grabner. Auf der Rosenburg wurde in einer eigens dafür eingerichteten Druckerei protestantische Literatur gedruckt. Diese Anschaffung stürzte ihn in große Unkosten, welche er 1577 in einem Brief an den Landschaftssekretär Simon Eger schilderte. „... So ist mier pisher grosser uncosten auf das kirchenwesen mit druckherei und in ander weg gangen, dan uns noch 3.000 excmplaria der kirchenagenda, so man herab ins landthauss noch 1571 geanthworth, unbezalt aussteen...Dergleichen auch ist die truckkerei und was derselben anhengig, lenger als vor einem jar sambt dem papier und etlich tausend exemplarj getrukhtes catechismi herab geantworth, welches auf dato noch in der landtschaft schuel ist, darauff dan auch ein grosse suma gelts ligt.“
Schon 1566 tritt Leopold Grabner als Mitglied der niederösterreichischen Stände in Erscheinung, als diese beschlossen ihre Urkunden beim Landmarschallschaftsgericht zu beschreiben und inventarisieren. Als Kommissare wirkten neben Grabner, Abt Johann von den Schotten, Reichard Strein zu Schwarzenau und Leopold Pötting zu Persing. Grabner war zwischen 1567 und 1570 Verordneter des niederösterreichischen Ritterstandes. 1569 war er nebst Rüdiger von Starhemberg und Christoph von Enzersdorf seitens der evangelischen österreichischen Landstände (Religions-)Deputierter und mit der Ausarbeitung der Kirchenordnung der protestantischen Kirche in Niederösterreich beauftragt. Sie betrauten den Theologen David Chytraeus, mit der Leitung und Verfassung das evangelische Religionswesen zu behandeln, sowie die Kirchenagenden zu regulieren, der diese Schriften auf Schloss Spitz in der Wachau verfasste. 1571 wurde eine von Chytraeus verfasste und von Reuter überarbeitete Gottesdienstordnung für die evangelischen Pfarrgemeinden in Niederösterreich gedruckt. Hernach wurde Grabner Hofkammerrat von Kaiser Maximilian II. für Niederösterreich. 1571 war Grabner im Ausschuss der niederösterreichischen Stände tätig, gleichfalls im Ausschuss der Landesverteidigungsordnung. Seine Tätigkeit als Religionsdeputierter der Landstände hatte er bis zu seinem Todesjahr 1583 inne.

## Information
Die Daten zu diesem Artikel wurden aus der Von Graben Forschung von Matthias Laurenz Gräff übernommen.